# Cruz de Honor (Reuss)
La Cruz de Honor de Reuss (en alemán, Fürstliche  Reußischen Ehrenkreuz) fue una condecoración creada en el principado de Reuss (línea menor) y después extendida al principado de Reuss (línea mayor).

## Historia
En 1857, Enrique LXVII, príncipe reinante de Reuss (línea menor) había fundado una condecoración similar, la Cruz de Honor Civil (Civil-Ehrenkreuz).
El 24 de mayo de 1869 Enrique XIV, príncipe reinante de Reuss (línea menor) estableció esta condecoración. En 1885 se modificaron los estatutos añadiendo una cuarta clase y permitiendo que la primera clase de la decoración podría otorgarse con corona.
Desde 1902 a 1913, durante la regencia del hijo de Enrique XIV, Enrique XXVII de Reuss (línea menor) en el vecino principado de Reuss (línea mayor) este último comenzó a otorgar la distinción en nombre del soberano de este estado, Enrique XXIV, príncipe reinante de Reuss (línea mayor) que había sido incapacitado para gobernar por un accidente ocurrido en su infancia. Desde ese momento (1902) la condecoración de otorgó en los dos estados de la casa de Reuss: el principado de Reuss (línea mayor) y el de Reuss (línea menor).
Entre 1906 y 1912 se hicieron algunas modificaciones en la condecoración:
- se extendió a las cuatro clases la posibilidad de que la condecoración fuese otorgada con corona,
- las clases podían ser otorgadas con espadas, en el caso de méritos militares.
- se creó una Cruz de oficiales entre la primera y segunda clase destinada a tenientes.

En 1918 se agregó la posibilidad de conceder la cruz de oficiales con la inscripción 1914 en uno de sus brazos para los combatientes.
Tras el colapso del Imperio alemán en noviembre de 1918, continuo siendo otorgada como condecoración dinástica de la casa de Reuss.

## Estructura
La condecoración contó con 4 clases. Cada una de ellas podía ser otorgada además con corona (en el caso de méritos especiales) y/o con espadas (en el caso de concederse por méritos militares).
Por todo ello, existieron dieciséis modalidades correspondientes a las cuatro clases y a si se otorgaban en: su forma original, con corona, con espadas o con corona y espadas.
En el ámbito militar, como en el caso de otras condecoraciones alemanas, las clases eran otorgados según el rango militar del condecorado.

## Descripción
La insignia de la condecoración consistía en una cruz de malta con un medallón circular. En el anverso el medallón mostraba el escudo del principado y en el reverso  la inicial H coronada. Entre los cuatro brazos de la cruz las clases primera, segunda y tercera contaban con rayos.
La cruz de la insignia se esmaltaba en blanco en el caso de las clases primera y segunda. En la primera, segunda y tercera clase el medallón circular central se esmaltaba de rojo en su anverso y de negro en su reverso.
La insignia de la primera clase era de oro. 
La cinta de la condecoración era de color amaranto. Desde el 9 de enero de 1915 la cinta de aquellas clases de la condecoración otorgadas con espadas era de color amarillo con dos estrechas líneas rojas y negras en cada uno de los bordes.

### Individuales
1. ↑  Schulze, H. (1870). «Fürstentum Reuss jüngere Linie». Chronik sämmtlicher bekannten Ritter-Orden und Ehrenzeichen, welche von Souverainen und Regierungen verliehen werden, nebst Abb. der Decorationen. (etc.) (en alemán). Moeser. pp. 374-378. Consultado el 11 de febrero de 2022.
2. ↑  II. Fürstlichen Ehrenzeichen B.. «Hof- und Staats-Handbuch für das Fürstenthum Reuß Jüngerer Linie. 1893». Hof- und Staats-Handbuch für das Fürstenthum Reuß Jüngerer Linie. (en alemán): 14.
3. ↑  «Reuss-German States». eMedals (en inglés).
4. ↑  KG, Fritz Rudolf Künker GmbH & Co. Künker Auktion 235 - Orden und Ehrenzeichen aus aller Welt | u. a. die Sammlung Franz Hannesschläger - Orden, Ehrenzeichen und Urkunden des Großherzogtums Baden (en alemán). Numismatischer Verlag Künker. Consultado el 11 de febrero de 2022.

- Datos: Q1804268
- Multimedia: Cross of Honour (Reuss) / Q1804268